# Chondoistiska Chongupartiet
Chondoistiska Chongupartiet (Unga vännernas och den himmelska vägens parti) är ett politiskt parti i Nordkorea, grundat 1946. Partiets ideologi grundar sig på den koreanska religionen chondoism. I praktiken står partiet under regeringspartiet Koreas arbetarpartis kontroll. Partiet har tidigare letts av Ryu Mi-yong.
Partiet har 3,2 procent av de 687 platserna i Högsta folkförsamlingen, en andel som är på förhand bestämd inom ramen för Demokratiska fronten för fosterlandets återförening, där också Koreas socialdemokratiska parti, Pionjärerna, Kim Il Sungs socialistiska ungdomsförbund, Koreanska demokratiska kvinnoförbundet och Koreanska röda korset ingår som lydpartier till Koreas arbetarparti.